# Omroep Limburg (Nederland)
Omroep Limburg is een Nederlandse omroep. Het is sinds 2 januari 1988 de opvolger van de Regionale Omroep Zuid (ROZ).
In 1986 diende de Stichting Omroep Limburg, vanwege de in behandeling zijnde Mediawet, bij het ministerie van Onderwijs Cultuur en Wetenschappen een aanvraag in voor het verkrijgen van een zendmachtiging om uitzendingen te mogen verzorgen als regionale omroep in de provincie Limburg. De Limburgse regionale omroep was destijds nog een onderdeel van de NOS, en werd dan ook als zodanig vanuit Hilversum bestuurd. Op 16 december 1987 verleende minister Elco Brinkman de nieuwe omroep een zendmachtiging en vanaf 2 januari 1988 verzorgde Omroep Limburg voortaan de uitzendingen van de regionale omroep in Limburg. Op dat moment maakte Omroep Limburg alleen radio-uitzendingen.

## Overname apparatuur en personeel
Voor de start van Omroep Limburg heeft de nieuwe stichting en de provincie Limburg lang onderhandeld met de NOS en ROZ over de overname van het studiogebouw, personeel en apparatuur. Overeengekomen werd dat de nieuwe stichting jaarlijks voor het bedrag van 660.000 gulden het studiogebouw en apparatuur zou huren van de NOS. Al het personeel, met uitzondering van de technici, zou in dienst treden van de nieuwe zendgemachtigde. Nog diezelfde dag verstuurde het ministerie van WVC een brief naar de directie van de NOS waarin deze kenbaar maakte dat de NOS studiogebouwen, apparatuur en technisch personeel kosteloos diende over te dragen aan de nieuwe zendgemachtigde. In het kort kwam het hierbij op neer dat ook ingeleende reportagemiddelen die op 1 januari 1988 gestald waren bij een van de regionale omroepen kosteloos mee overgingen naar de nieuwe omroepinstelling. Op 1 januari 1988 hield ook het facilitair bedrijf van de NOS op te bestaan, en ging dit bedrijfsonderdeel over in het nieuwe Nederlands Omroepproductie Bedrijf (NOB). Omdat de toenmalige ROZ/NOS technici niet in dienst wilden treden bij het NOB en liever hun eigen identiteit wilden bewaren, kwamen ook de technici in dienst van Omroep Limburg, die hiermee met de uit de NOS bruidsschat verkregen apparatuur een eigen technische afdeling oprichtte.

## Televisie
Op 1 januari 1997 startte de commerciële televisiezender TV8 Limburg als eerste met Limburgse regionale televisie. Omroep Limburg was al vergevorderd met plannen om zelf televisie te gaan maken, maar moest met lede ogen aanzien dat de concurrent hen voor was. Tot overmaat van ramp was er op het Limburgse kabelnetwerk geen plaats voor twee televisie omroepen, zodat men het kanaal moest delen. Van 7.00 's morgens tot 18.45 uur verzorgde Omroep Limburg de televisie-uitzendingen en van 19.15 uur tot 6.30 uur TV8 Limburg. Opmerkelijk was het halfuur 'zwart' tussen de uitzendingen. Dit was een verplichting van het Commissariaat voor de Media om de kijker duidelijk te maken dat het hier om twee verschillende omroepen ging. Doordat zowel Omroep Limburg als TV8 veelal hetzelfde nieuws brachten, en dus visten uit dezelfde vijver werd snel gezocht naar een oplossing. Waar in Brabant, waar een vergelijkbare situatie bestond als in Limburg, en waar Omroep Brabant en TV8 Brabant ook gezamenlijk een kanaal deelde, en men daar TV8 als omroep ophief en verder liet bestaan als een productiebedrijf voor televisieprogramma's, ging in de Limburgse variant TV8 en Omroep Limburg gezamenlijk samenwerken in de publiek-privaat gefinancierde omroep L1 Radio en Televisie, welke op de als publieke omroep verkregen licentie van Omroep Limburg ging uitzenden.

## L1 Radio en Televisie
Sinds 2 juni 1999 verzorgt L1 Radio en Televisie onder verantwoordelijkheid van de Stichting Omroep Limburg de radio- en televisieprogramma's in de provincie Limburg. Om deze uitzendingen te realiseren heeft Omroep Limburg de publieke zendmachtiging in haar bezit, en is ook het studiogebouw in Maastricht alsmede de apparatuur om de uitzendingen mee te kunnen maken in haar bezit. L1 huurt het studiogebouw en de apparatuur van Omroep Limburg. L1 voert de media-opdracht uit via twee bv's: Omroepbedrijf Limburg BV en Televisiebedrijf Limburg BV.

## Regionale Mediaraad
Stichting Omroep Limburg kent twee organen: de Regionale Mediaraad en een (klein) bestuur. De Regionale Mediaraad stelt het media-aanbod van L1 vast, op voorstel van de hoofdredacteur van L1. De raad is zodanig representatief samengesteld dat hij een afspiegeling vormt van de Limburgse maatschappij. In de raad zijn 15 stromingen vertegenwoordigd. Het bestuur van de stichting (3 personen) houdt toezicht op de publiekrechtelijke taken. Daarnaast houdt een Raad van Commissarissen (2 personen) toezicht op de bedrijfseconomische zaken bij de L1-bv's.

## Bekende programma's van Omroep Limburg (tot 1999)
Radio

- Het ei van St. Joost
- Limburg Expresse
- Limburg Actueel
- Postbus 94
- Trefpunt

Televisie

- De Bijrijder
- Tijd voor Toen
- Tussen Mesch en Molenhoek
- Het ei van St. Joost
- Limburg Actueel

## Bekende programma's van L1
Radio

- Plat-eweg
- De Stemming
- Postbus 31
- L1 CultuurCafé
- Limburgs Land (tot juni 2018)
- Wunderbar

Televisie

- AvondGasten (tot juli 2018)
- L1NWS
- L1SPRT
- Ongerwaeg
- Limbourgeois